# Église Saint-Martin de Mansigné
L'église Saint-Martin est une église située à Mansigné, dans le département français de la Sarthe.

## Historique
L'édifice est inscrit au titre des monuments historiques le 16 février 1926.

### Architecture

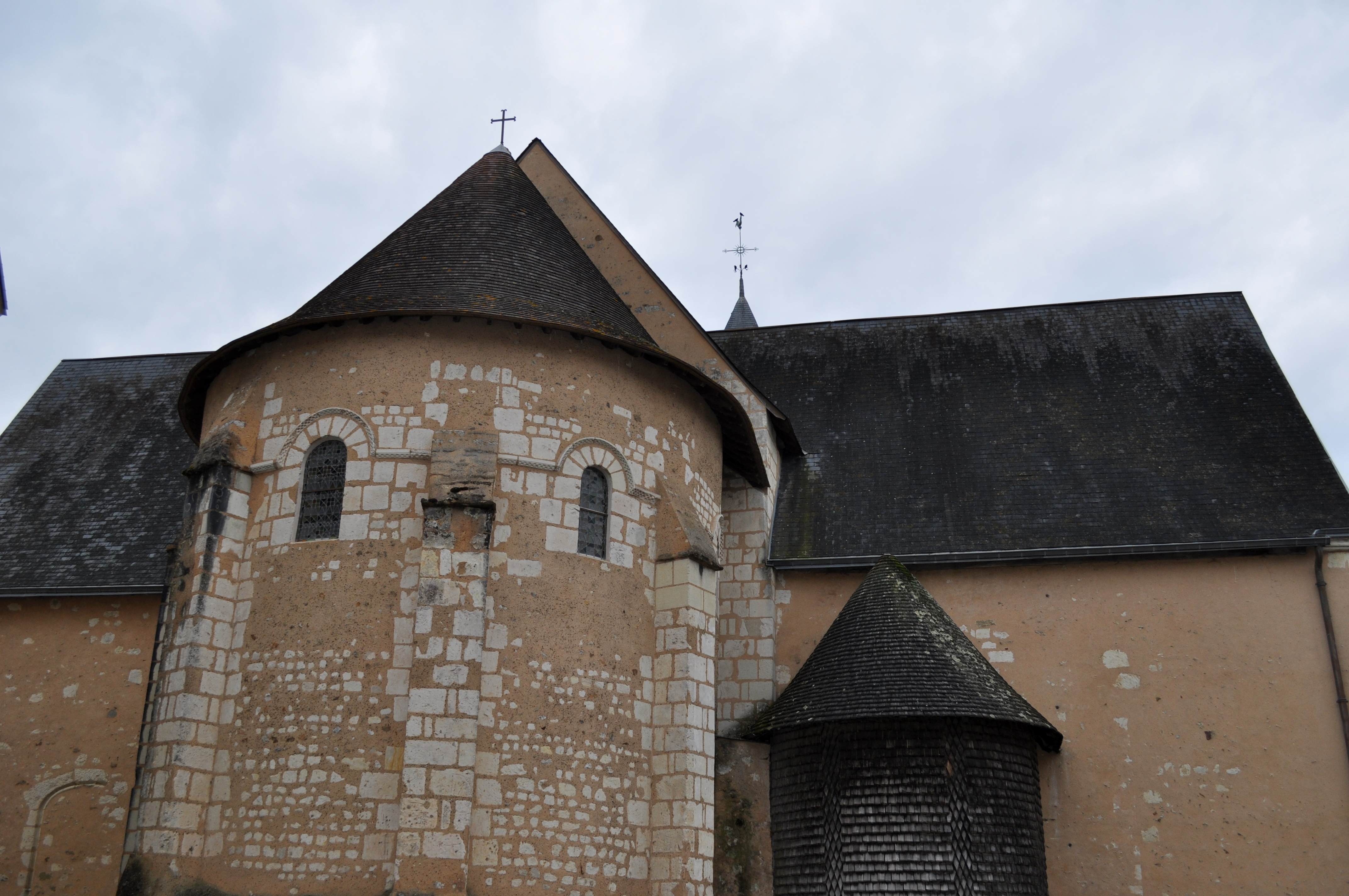
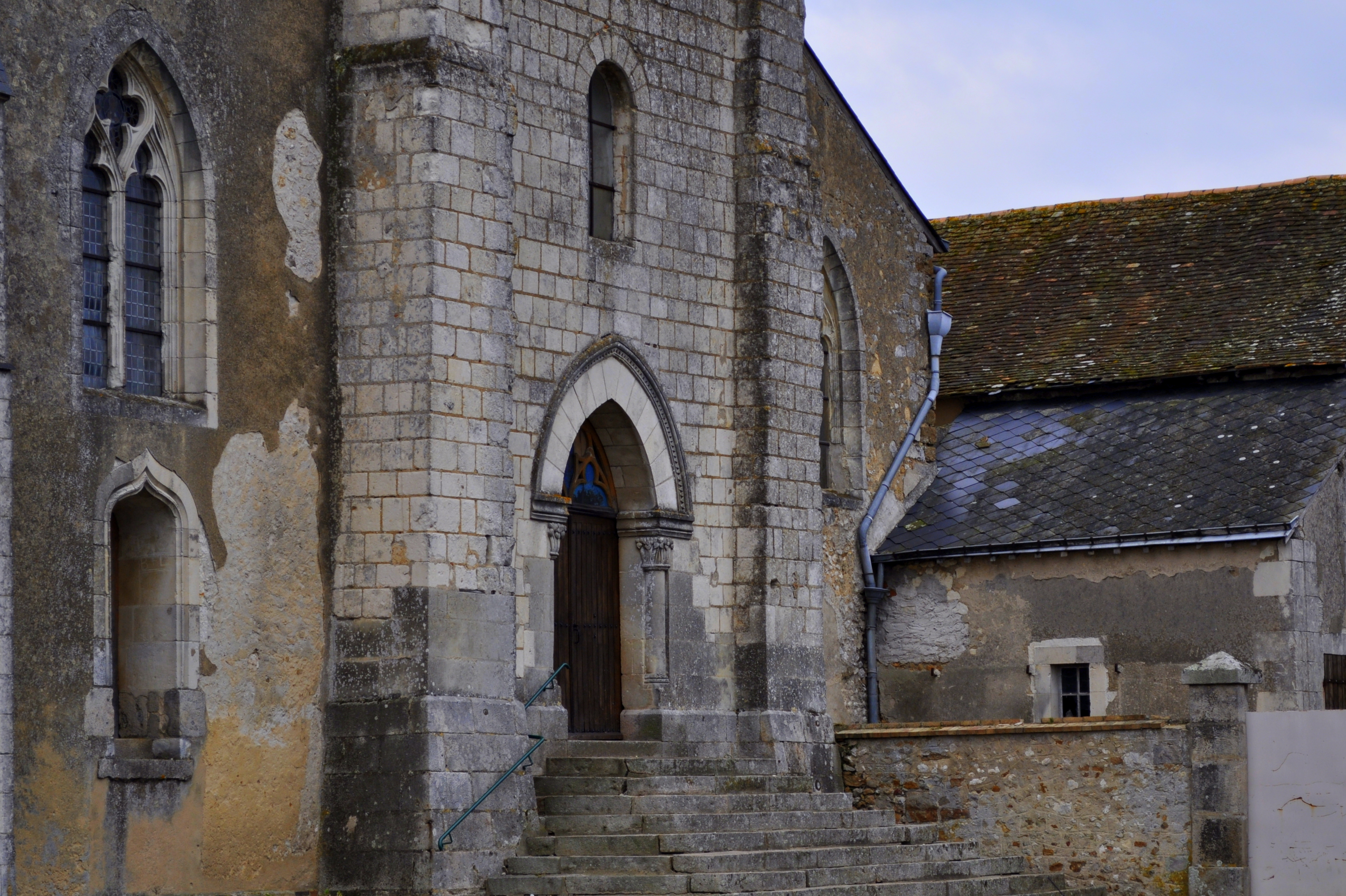
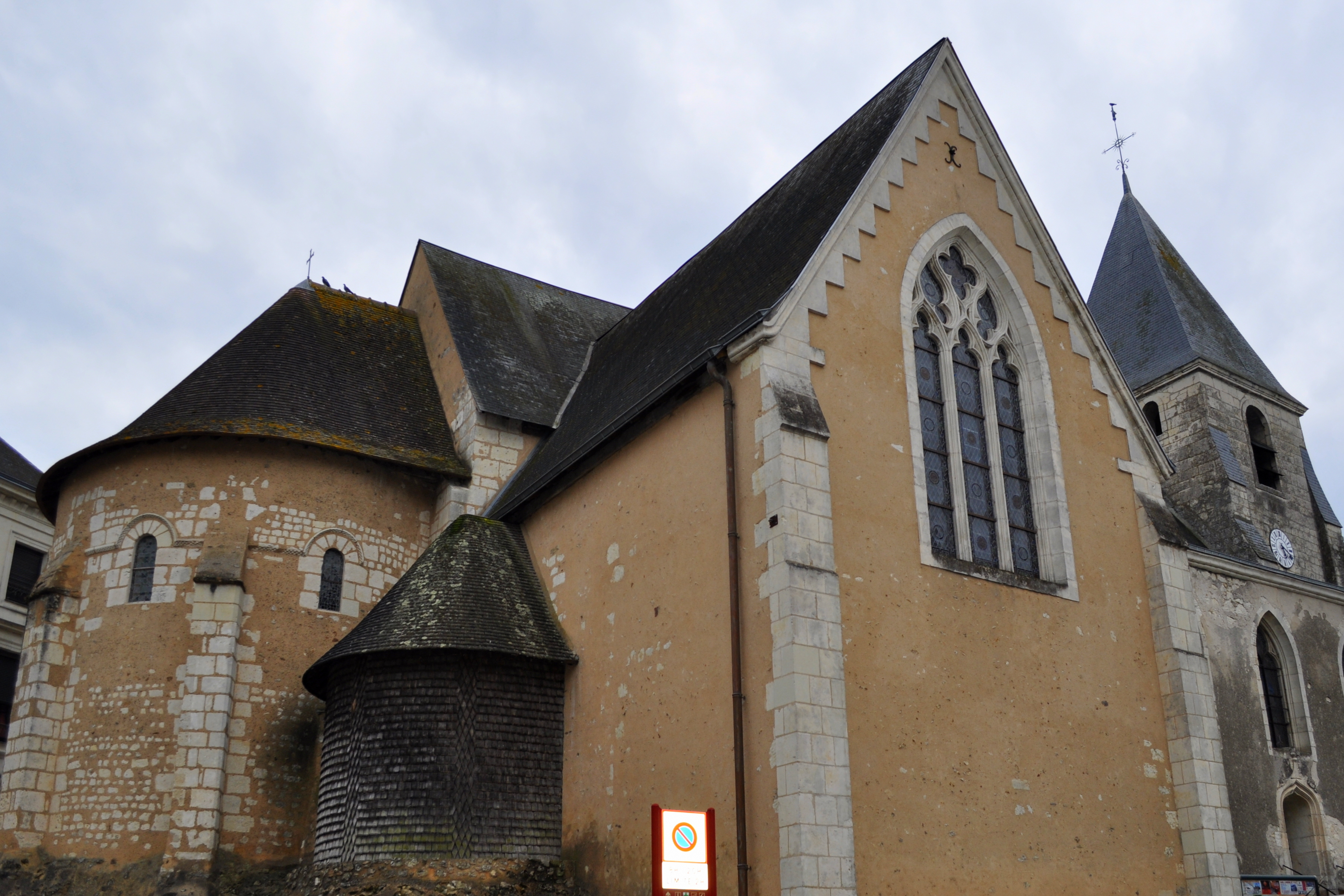

## Description

### Mobilier et décoration
L'église renferme quelques œuvres remarquables, notamment :
- Une clôture de chœur (ou grille de communion), du XIXe siècle, en fer forgé, classée monument historique au titre d'objet en 1977[2].
- Un retable (du maître-autel), du XVIIe siècle, en pierre taillée, peinte et dorée, classé monument historique au titre d'objet en 1977[3].
- Une statue en pierre du XIVe siècle, représentant la Vierge à l'Enfant, classée monument historique au titre d'objet en 1931[4].